# Новый Городок (Одинцовский городской округ)
Но́вый Городо́к — посёлок в Одинцовском городском округе Московской области России. 

## География
Расположен в 5 километрах к северу-западу от города Кубинка.

## Население
По данным Всероссийской переписи 2010 года численность населения посёлка составляет 9154 человека. Население — 5734 человек (2021).
| 2002 | 2006 | 2010  | 2021  |
| ---- | ---- | ----- | ----- |
| 2    | →2   | ↗9154 | ↘5734 |

## Инфраструктура

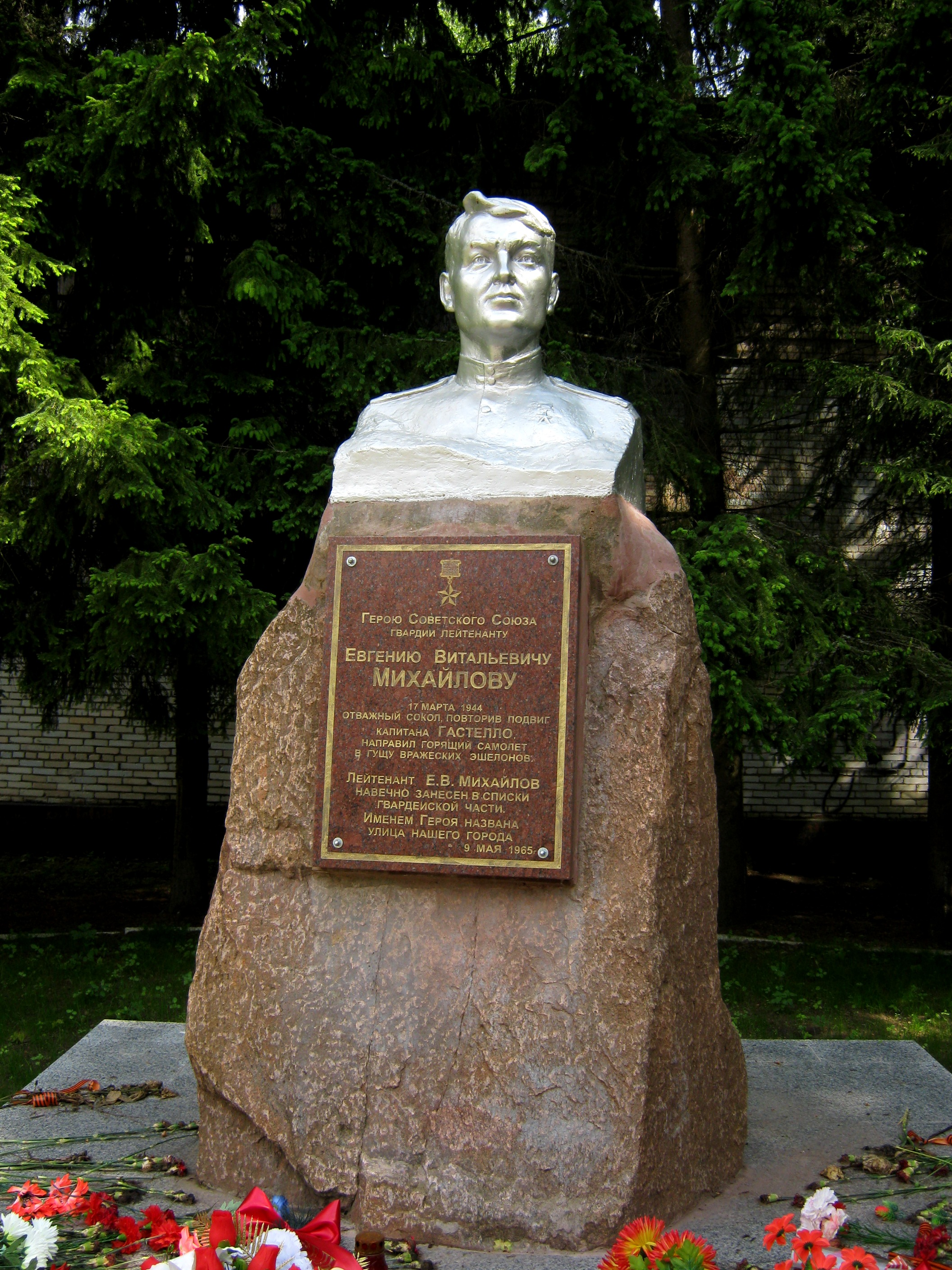
Памятник Е. В. Михайлову в гарнизоне Новый Городок

В посёлке расположен аэродром «Кубинка», на котором базируются:
- 237-й гвардейский Проскуровский Краснознамённый орденов Кутузова и Александра Невского центр показа авиационной техники (ЦПАТ) имени И. Н. Кожедуба (самолёты МиГ-29, Су-27,Ан-30. В состав 237-го ЦПАТ входят пилотажные группы «Стрижи» и «Русские Витязи».
- 226-й отдельный смешанный авиационный полк (вертолёты Ми-8, самолёты Ан-12, Ан-24, Ан-26, Ан-30, Ту-134, Ил-22) (расформирован)
- Кубинский Авиационно-Технический Спортивный Клуб РОСТО (ДОСААФ) (ликвидирован)

В посёлке расположены гостиница (общежитие), стадион, продуктовый рынок. Производства и градообразующих предприятий нет. Подавляющее большинство населения работает в Москве и Одинцово.

## Учебные заведения
- Новогородковская средняя общеобразовательная школа